# Російський державний інститут сценічних мистецтв
Російський державний інститут сценічних мистецтв (рос. Российский государственный институт сценических искусств) — найстаріший театральний ВНЗ та найбільший науково-освітній центр сценічних мистецтв Росії, де готують фахівців у царині театру та суміжних спеціальностей.

## Основні етапи історії
- 1779 — на базі «Танцювальної школи» створена «Театральна школа різних спеціальностей».
- 1783 — засновано «Особливий комітет з управління театральними видовищами та школою».
- 1809 — розроблено Статут школи, правила прийому, організація і програма навчання різним театральним професіями.
- 1829 — прийнято нове Положення про Театральне училище, яке поділяло його на чоловічу та жіночу половини і на два розряди: балетний та оперно-драматичний.
- 1884 — драматичне і оперне відділення училища закрилися.
- 1888 — засновано Драматичні курси, які на підставі нового положення про імператорських училищах представляли собою відділення Театрального училища.
- 1900 — затверджено нове положення про Імператорське училище, коригуючий програму навчання.
- 1913 — подано прохання до Міністерства імператорського Двору про зміну статусу Драматичних курсів і віднесення їх до розряду вищих навчальних закладів (прохання відхилено).
- 1918 — на основі Драматичних курсів відкрита Школа акторської майстерності (ШАМ) на чолі з Л. С. Вів'єн.
- 1918 — при театральному відділі Наркомпросу В. Е. Мейєрхольд організував і очолив Курси майстерності сценічних постановок (Курмасцеп).
- 1922 — створено Інститут сценічних мистецтв (ІСМ) на основі об'єднання ШАМ, Курмасцепа, Інституту ритму, Драматичною школи Сорабіс і Хореографічного технікуму.
- 1926 — ІСІ перейменований у Технікум сценічних мистецтв (ТСМ), відкрито відділення естрадного мистецтва і приєднаний Фотокінотехнікум як кіноакторський відділення.
- 1928 — ТСМ оселяється на вул. Моховій, 34.
- 1936 — середні театральні навчальні заклади (при ТЮГу, Новому ТЮГу, при театрі драми ім. Пушкіна, при БДТ) Ленінграда об'єднані на базі ТСМ в один навчальний заклад — Центральне театральне училище (ЦТП)[1].
- 1939 — ЦТП перетворено у Ленінградський державний театральний інститут (ЛДТІ). Відкрито театрознавчий факультет. Організовано кафедри акторської майстерності та режисури, сценічної мови, музичного виховання.
- 1942—1944 — ЛДТІ працював в евакуації: з квітня 1942-го в П'ятигорську, з серпня 1942-го в Орджонікідзе, Тбілісі, з жовтня 1942-го в Томську, з жовтня 1943 року в Новосибірську. У лютому 1944-го інститут повернувся до Ленінграду.
- 1945 — організована кафедра сценічного руху.
- 1948 — ЛДТІ присвоєно ім'я О. М. Островського.
- 1954 — відкритий постановочний факультет, розпочато набір за спеціальністю «художник-технолог театру».
- 1959 — відкрито відділення театру ляльок, розпочато набір за спеціальністю «актор театру ляльок».
- 1962 — ЛДТІ ім. О. М. Островського об'єднаний з Науково-дослідним інститутом театру, музики і кінематографії (який був перетворений в науково-дослідний відділ) і отримав назву Ленінградський державний інститут театру, музики і кінематографії (ЛДІТМІК).
- 1962 — відкрито навчальний театр в будівлі, яке до цього займав Ленінградський ТЮГ (вул. Мохова, 35).
- 1963 — організована кафедра театру ляльок. Розпочато набір за спеціальністю «режисер телебачення».
- 1976 — організована Кафедра естрадного мистецтва.
- 1984 — ЛДІТМІК присвоєно ім'я М. К. Черкасова.
- 1988 — утворений Факультет театру ляльок.
- 1990 — науково-дослідний відділ виділений у Російський інститут мистецтвознавства. Розпочато набори по спеціалізації «технологія театрального костюма» на постановочному факультеті і «художник-технолог» на факультеті театру ляльок.
- 1993 — інститут перейменований у Санкт-Петербурзьку державну академію театрального мистецтва (СПДАТМ).
- 2009 — відкрито Продюсерський факультет.
- 2013 — відкрито факультет майстерності сценічних постановок.
- 2015 — академія перейменована у Російський державний інститут сценічних мистецтв.

## Факультети
- Факультет акторського мистецтва та режисури,
- Театрознавчий факультет,
- Факультет сценографії та театральної технології,
- Факультет театру ляльок,
- Факультет естради,
- Продюсерський факультет,
- Факультет майстерності сценічних постановок.

## Викладачі
- Рубен Агамірзян
- Микола Акімов
- Ізакін Гріншпун
- Григорій Козінцев
- Євген Лебедєв
- Василь Меркур'єв
- Владислав Стржельчик
- Георгій Товстоногов
- Костянтин Хохлов
- Володимир Честноков
- Леонід Ентеліс
- Чунаєва Ангеліна

## Випускники
- Агоп'ян Олексій Мігранович
- Гаврилов Валерій Костянтинович
- Сергій Мартінсон
- Симонов Микола Костянтинович
- Чирков Борис Петрович
- Яніна Жеймо
- Черкасов Микола Костянтинович
- Алейников Петро Мартинович
- Равенських Борис Іванович
- Аркадій Райкін
- Кадочников Павло Петрович
- Георгій Жженов
- Корогодський Зіновій Якович
- Аліса Фрейндліх
- Сергій Юрський
- Йонас Вайткус
- Нейолова Марина Мстиславівна
- Мальованна Лариса Іванівна
- Гаврилюк Петро Іванович
- Герман Олексій Юрійович
- Краско Іван Іванович
- Драпеко Олена Григорівна
- Анатолій Равикович
- Шарко Зінаїда Максимівна
- Віторган Еммануїл Гедеонович
- Мигицко Сергій Григорович
- Михайло Боярський
- Краско Андрій Іванович
- Ігор Скляр
- Стицьковський Юрій Альфредович
- Максим Леонідов
- Лазарєва Лінда Олексіївна
- Юрій Гальцев
- Дятлов Євген Валерійович
- Погудін Олег Євгенович
- Гузєєва Лариса Андріївна
- Дмитро Нагієв
- Юрій Бутусов
- Юлія Ауг
- Михайло Пореченков
- Костянтин Хабенський
- Харитонов Олег Ремович
- Іван Ургант
- Дружко Сергій Євгенович
- Разумовська Карина Володимирівна
- Єлизавета Боярська
- Козловський Данила Валерійович
- Файфура Сергій Григорович
- Ганна Ареф'єва
- Швець Ірина Борисівна